# Arthrocardia setchellii
Arthrocardia setchellii Manza, 1937 é o nome botânico de uma espécie de algas vermelhas pluricelulares do gênero Arthrocardia.
- São algas marinhas encontradas na Namíbia.

## Sinonímia
Não apresenta sinônimos.